# 安德烈亚斯·贝克 (网球运动员)
安德烈亞斯·貝克（Andreas Beck，1986年2月5日—），是一位德國職業網球運動員。於2003年轉為職業選手。他的生涯最高世界排名為36位。

## 職業生涯

### 2008年
溫布頓網球錦標賽，貝克由會外賽出線，第一輪遭遇世界第二兼紅土之王拉斐爾·納達爾1被直落三盤橫掃出局。

### 2009年
蒙地卡羅大師賽，貝克闖進八強，但是被瑞士好手斯坦尼斯拉斯·瓦夫林卡直落二盤淘汰出局。
貝克在瑞士公開賽，打進生涯第一個ATP巡迴賽決賽，但是被巴西小將托馬斯·貝魯奇直落二盤擊敗，奪得亞軍。

## 外部連結
- 安德烈亚斯·贝克（英文/西班牙文）的官方資料
- 安德烈亚斯·贝克 (网球运动员)的國際網球總會 職業／青少年 官方資料（英文）
- 安德烈亚斯·贝克的官方資料（英文）